# Allgemeiner Rather Turnverein
Der Allgemeine Rather Turnverein (ART Düsseldorf) e. V. ist ein gemeinnütziger Mehrspartenverein in Düsseldorf, dessen Tradition bis ins Jahr 1877 zurückreicht. In diesem Jahr wurde einer der beiden Stammvereine des ART, der ATV Düsseldorf von 1877, gegründet. Aus der Fusion mit dem Rather TV von 1890 entstand im Jahr 1973 der ART Düsseldorf. Der Verein nutzt das Rather Waldstadion, das von 2014 bis 2016 als einer der 18 NRW-Landes-Leistungs-Stützpunkte für Leichtathletik bis 2016 anerkannt war.

## Leichtathletik
Die Leichtathletik hat im ART Düsseldorf und seinen beiden Stammvereinen eine lange Tradition. Die Leichtathleten des ART Düsseldorf waren führend in Düsseldorf und haben neben Kreismeistertiteln Nordrheinmeister, Westdeutsche Meister und Deutsche Meister, in der Altersklasse auch Welt- und Europameister gestellt.

### Marathon
Nach nur zwei Jahren wurde das ART-Marathonteam trotz Titeln und Medaillen Ende 2018 aus finanziellen Gründen aufgelöst.

### Bekannte Leichtathleten
- Philipp Baar
- Sabine Braun
- Lea Dederichs
- Sabine Everts
- Julian Flügel
- Beate Holzapfel
- Jessie Maduka
- Sebastian Reinwand
- Paul Schmidt
- Angelika Stephan
- Andreas Straßner
- Simon Stützel

## Handball
Die Handballer waren in der Vergangenheit unter wechselnden Vereinsnamen an verschiedenen Handball-Spielgemeinschaften (HSG) beteiligt, unter dem Namen HSG Düsseldorf spielte die erste Männermannschaft bis 2010 in der Handball-Bundesliga (siehe Hauptartikel ART Düsseldorf).

## Volleyball
Die Volleyballer Herren 1 spielen seit der Saison 2018/2019 beim ART Düsseldorf. Die langjährige Spielgemeinschaft mit CVJM Ratingen wurde aufgelöst (siehe Hauptartikel SG Düsseldorf/Ratingen).